# Klemen Lavrič
Klemen Lavrič [klɛmɛn lawritʃ] (* 12. Juni 1981 in Velenje) ist ein ehemaliger slowenischer Fußballspieler auf der Position eines Stürmers.

## Karriere

### Im Verein
Lavrič begann seine Karriere in seiner Heimatstadt bei NK Rudar Velenje. Von Juli 2003 bis Dezember 2003 spielte der Stürmer dann in Kroatien bei Hajduk Split und wechselte nach einem halben Jahr bei Inter Zaprešić (Januar 2004 bis Juli 2004) nach Deutschland zu Dynamo Dresden, wo er im Zweitligaspiel gegen den FC Rot-Weiß Erfurt am 12. Dezember das Tor des Jahres 2004 erzielte. Der Slowene reagierte in der 65. Minute nach einem Abpraller am schnellsten und lenkte den Ball mit einem Fallrückzieher aus zwölf Metern zum 1:0 für Dynamo Dresden ins gegnerische Tor. Das Spiel endete 1:1.
Im Juli 2005 wechselte Lavrič nach langem Tauziehen für eine kolportierte Ablöse von ca. einer Million zum Erstliga-Aufsteiger MSV Duisburg, wo er einen Dreijahresvertrag unterschrieb. Obgleich dem Stürmer sechs Saisontore gelangen, stieg der Verein zu Saisonende ab. Lavrič hielt dem Verein die Treue und trug in der Saison 2006/07 mit zwölf Toren entscheidend zum sofortigen Wiederaufstieg bei.
Von sportlichen Rückschlägen und Problemen mit der Vereinsführung sollte die nächste Spielzeit geprägt sein. Ein Zerwürfnis zu Beginn der Saison, als Lavrič, nachdem er zuvor nur als Ersatzspieler eingesetzt wurde, kurz vor Schließung des Transferfenster einen Wechsel anstrebte, der Verein ihm diesen Wunsch jedoch abschlug (worauf der Slowene mit einer Krankmeldung reagierte) konnten beide Parteien noch ausräumen, sodass Lavrič in der Hinrunde zwölf Partien (zwei Tore) absolvierte.
Zur Rückrunde eskalierten die schwelenden Konflikte. Nachdem der Stürmer Ende Februar über mehrere Spiele ohne Einsatz geblieben war, forderte er bei Trainer Rudi Bommer erneut einen Stammplatz ein, ansonsten würde er sich zukünftig lieber auf die Tribüne setzen. Bommer suspendierte seinen Spieler infolge des Vorfalls und verkündete, Lavrič werde in jener Saison „kein Spiel mehr für uns [Duisburg] absolvieren“. Vor dem 29. Spieltag hob Bommer die Suspendierung auf, sodass der Spieler noch auf vier weitere Saisoneinsätze kam, den Abstieg Duisburgs jedoch nicht verhindern konnte und ohne Torerfolg blieb.
Lavrič musste den Verein zu Saisonende folglich endgültig verlassen und schloss sich dem japanischen Klub Ōmiya Ardija an. Nachdem er ab Juli 2009 nicht mehr im Kader der Japaner stand – in 21 Partien gelangen ihm fünf Treffer – wechselte er am 31. August 2009 kurz vor Transferschluss nach Österreich zum SK Sturm Graz, wo er einen Einjahresvertrag unterschrieb. Trotz passabler Leistungen und dem Siegtor im Österreichischen Pokal-Finale konnten sich Verein und Spieler nicht auf eine Vertragsverlängerung einigen, da das Angebot der Grazer Lavrič nicht genügte.
Nach halbjähriger Vereinslosigkeit wechselte der Slowene am 31. Januar 2011 in die Schweizer Axpo Super League zum FC St. Gallen. In dreizehn Spielen gelang ihm nur ein Tor, sodass der zu Saisonende auslaufende Vertrag nicht verlängert wurde. Aufsehen erregte der Stürmer nur als Pummel-Profi, wie ihn das Boulevardblatt Blick in Anbetracht seiner mangelnden Fitness bezeichnete.
Im Juni 2011 unterzeichnete Lavrič einen Einjahresvertrag beim Karlsruher SC. Federführend bei seiner Verpflichtung war Sportdirektor Oliver Kreuzer, der ihn auch schon zu Sturm Graz geholt hatte.

### In der Nationalmannschaft
Klemen Lavrič machte sein erstes Spiel für Slowenien am 31. März 2004 gegen Lettland (0:1). Dort wurde er in der 86. Minute für Spasoje Bulajič eingewechselt.
Darüber hinaus kam er auch zu sechs Einsätzen in der Qualifikation zur Fußball-Weltmeisterschaft 2006. Die Qualifikation gelang jedoch nicht. Auch bei der Qualifikation zur Fußball-Europameisterschaft 2008 war er mit von der Partie, in zwölf Spielen erzielte er vier Tore, was ihn zum Toptorschützen seines Landes machte.
Sein letztes Spiel absolvierte Lavrič am 6. Februar 2008 im Freundschaftsspiel Sloweniens gegen die dänische Nationalelf. Insgesamt stehen derzeit 25 Nationalelfeinsätze und sechs Tore für Lavrič zu Buche.

## Erfolge
- Österreichischer Cup-Sieger 2009/10 (Sturm Graz)